# Monma Motoki
Motoki Monma hay Motoki Kadoma là một họa sĩ sáng tác truyện tranh của Nhật Bản. Ông được biết đến ở Việt Nam với bộ truyện tranh về bóng đá rất được yêu thích Kattobi Itto còn gọi tên trong bản tiếng Việt là Jinđô.

## Tiểu sử
- Motoki Monma sinh ở Ichinoseki, tỉnh Iwate.
- Năm 1978, ông đạt giải thưởng Tezuka của tạp chí Shonen Jump (giải tổ chức hàng tháng để tìm kiếm các gương mặt triển vọng, khác với giải thưởng văn hóa Tezuka hiện nay).
- 1980-1985, Ông làm việc cho Shonen Jump ra hàng tuần.
- 1985-2007, ông làm việc cho tạp chí phát hành theo tháng Shonen Jump.
- 2007-nay, ông nghỉ ngơi.

## Sự nghiệp sáng tác
- 1980: Big Gun (kịch bản Buronson) - ngoài ra ông còn viết kịch bản cho Hokuto no Ken của Hara Tetsuo và oneshot Shiroi Natsu (Mùa hạ trắng) của Mitsuru Adachi.
- 1981: Makenshi (kịch bản Sachio Umemoto).
- 1982: Nobu ga Yuku (solo).
- 1983 Albatross Tonda (kịch bản Akira Nakahara).
- 1985-1999 Kattobi Itto (42 vol).
- 1992: Kattobi Itto Chapter Extra (1vol) ngoại truyện về việc Itto đi tham gia môn thể thao khác.
- 1999-2007 Buttobi Itto (26vol).